# Nae-myeon
Nae-myeon (koreanska: 내면) är en socken i den norra delen av Sydkorea, 130 km öster om huvudstaden Seoul. Den ligger i kommunen Hongcheon-gun i provinsen Gangwon. 